# Milan Rodić
Milan Rodić (szerbül: Милан Родић; Drvar, 1991. április 2. –) szerb válogatott labdarúgó, a Crvena zvezda játékosa.

## Pályafutása

### Klubcsapatokban
Az OFK Beograd csapatában nevelkedett és lett profi játékos. 2009. április 26-án mutatkozott be a rivális FK Partizan ellen. 2013. január 31-én megállapodott az orosz Zenyit Szankt-Petyerburg csapatával, majd kölcsönben a Volga Nyizsnyij Novgorod együttesénél is szerepelt. 2015 augusztusában a szintén orosz Krilja Szovetov játékosa lett, ahol két szezont töltött el, majd a Crvena zvezda csapatába igazolt.

### A válogatottban
Mladen Krstajić szövetségi kapitány meghívta a 2018-as labdarúgó-világbajnokságra utazó keretébe, de pályára nem lépett.

## Sikerei, díjai
- Zenyit Szankt-Petyerburg 
  - Orosz bajnok: 2014–15
- Crvena zvezda
  - Szerb bajnok: 2017–18